# Wielka Wieś (gmina)
Wielka Wieś est une gmina rurale du powiat de Cracovie, Petite-Pologne, dans le sud de la Pologne. Son siège est le village de Wielka Wieś, qui se situe environ 13 km au nord-ouest de la capitale régionale Cracovie.
La gmina couvre une superficie de 48,3 km2 pour une population de 9 604 habitants.

## Géographie
La gmina inclut les villages de Bębło, Będkowice, Biały Kościół, Czajowice, Giebułtów, Modlnica, Modlniczka, Prądnik Korzkiewski, Szyce, Tomaszowice, Wielka Wieś et Wierzchowie.
La gmina borde la ville de Cracovie et les gminy de Jerzmanowice-Przeginia, Skała, Zabierzów et Zielonki.